# Тамара Войс
Тамара Любенова Карабоикова-Войс (родена на 16 юни 1955 г.) е българска актриса.

## Ранен живот
Дъщеря е на актьора и режисьор Любен Карабоиков и художничката Евгения Боева. През 1973 г. завършва 14 гимназия „Асен Златаров“ в София и същата година е сред последните приети във ВИТИЗ от Апостол Карамитев. Завършва специалност „Актьорско майсторство за драматичен театър“ в класа на професор Кръстьо Мирски през 1977 г.

## Актьорска кариера
От 1977 г. играе в театър „Сълза и смях“ до закриването му като репертоарен през 1997 г. За този период тя има над 30 роли, измежду които са Катерина в „Железният светилник“ (драматизация на Христо Христов) с режисьор Николай Колев, Тодора в „Бунарът“ от Петър Маринков с режисьор Руси Карабалиев, Хана в „Изповедта на Хана“ по „Хомо Фабер“ на Макс Фриш с режисьор Георги Георгиев, Баронесата в „Чер хайвер и леща“ от Джулио Скарначи и Ренцо Тарабузи с режисьор Стойко Генов, Джина в „Смърт“ на Уди Алън с режисьор Симеон Димитров, Лейди Бракнъл в „Колко е важно да бъдеш сериозен“ от Оскар Уайлд с режисьор Емил Джамджиев, Невенка в „Къща“ на Антон Страшимиров с режисьор Бойко Богданов, за която получава и номинация за Аскеер.
Още докато е студентка започва работа в БНР. Заедно с Владимир Смирнов изпълняват ролите на Тьотя Тамара и Дядя Володя в предаването „Русский язык для малышей“ по програмата „Христо Ботев“. Войс и Иван Налбантов четат „Любовна лирика“ по програма „Хоризонт“.
В БНТ играе в постановките (част от Телевизионен театър) „Дом в покрайнините“ от Ал. Арбузов с режисьор Жарко Павлович и в „Третото поколение“ с режисьор Иван Зоин. През 80-те години на миналия век Войс, сценаристът Борислав Геронтиев и режисьорката Ласка Минчева създават фолклорното предаване „Фолкшоу“. През 90-те работи с режисьорката Зоя Касамакова, с която създават поредица от предавания за „Лека нощ, деца“.
В периода 1992-1997 г. заедно с Венцеслав Кисьов ръководи детската театрална школа към театър „Сълза и смях“. През 1998 г. Войс и Ирина Терзийска създават детската театрална школа „Слънчогледи“, която ръководят до 2000 г.

## Кариера на озвучаваща актриса
Започва да се занимава с дублаж през 1978 г., когато Стефан Стефанов я води на проби в Българската телевизия. Работила е с режисьори като Иван Атанасов, Константин Варадинов, Елка Йовкова, Надя Карлуковска, Лилия Константинова, Елена Попова, Мария Николова и Мария Попова.
Дублира в сериалите „Фортуната и Хасинта“, „Мъпет Шоу“, „Наричана още“ (в пети сезон на Александра Аудио) и „Аз и Дерек“. В синхронните дублажи на анимационни филми озвучава Джена в „Балто“ и „Балто 2: По следите на вълка“, Плио в „Динозавър“ (дублаж на Александра Аудио) и Декан Сухарска в „Университет за таласъми“.
От 2005 до 2014 г. е режисьор на дублажите в GTV, Медиа Линк и bTV. Сериалите с нейна режисура включват „Напълно непознати“ (дублаж на Медиа Линк), „Къща за кукли“ и „Излъжи ме“ и много други. Последната ѝ работа е върху някои епизоди от първия сезон на „Семейство Флинтстоун“.

## Личен живот
Омъжена е и има една дъщеря.

## Участия в театъра (1977-2000)

### ВИТИЗ „Кръстю Сарафов“
- Баронесата – „Тюркаре“, Льосаж, реж. проф. д-р Кр. Мирски
- Стрина Гуна – „Халостник“, Цанко Церковски, реж. проф. Анастас Михайлов
- Елена – „Дом в покрайнините“, Ал. Арбузов, реж. Петър Чернев
- Доримен – „Молиер се шегува...“, реж. Цв. Цветков-Молловски
- Аленка – „Пресешко приключение“, реж. Невена Митева

### Драматичен театър Михайловград
- Редакторката – „Ураганът“, Бил-Билоцерковски, реж. Л. Карабоиков
- Елена Стахова – „В навечерието“, Тургенев, реж. Л. Карабоиков

### Нов драматичен театър „Сълза и смях“
- Мила – „В полите на Витоша“, П. К. Яворов, реж. проф. Надежда Сейкова
- Марина – „Обратна връзка“, Ал. Гелман, реж. Асен Шопов
- Мира и Парашутистката – „Несериозна комедия“, Г. Данаилов, реж. Асен Шопов
- Журналистката – „Кукувиче гнездо“, Кен Киси, реж. Красимир Спасов
- Безценка – „Фамилия лапарски“, Ст. Л. Костов, реж. Димитър Стоянов
- Аня – „13-ят председател“, Ал. Гелман, реж. Красимир Спасов
- Катерина – „Железният светилник“, Д. Талев, реж. Николай Колев
- Инес – „Дон Жуан или любовта към геометрията“, Макс Фриш, реж. Дим. Стоянов
- Мадлен – „Официалната вечеря“, Робер Тома, реж. Димитър Стоянов
- Мацката – „Тристаен с южно изложение“, Никман, реж. Димитър Стоянов
- Райничка Кьосеиванова – „Мата Хари“, Недялко Йорданов, реж. Недялко Йорданов
- Божура – „1000 метра над морето“, Петър Маринков, реж. Станчо Станчев
- Тодора – „Бунарът“, Петър Маринков, реж. Руси Карабалиев
- Баронесата – „Чер хайвер и леща“ Скарначи и Тарабузи, реж. Стойко Генов
- Генерала – „Тримата шишковци“, Ев. Шварц, реж. Христо Кръчмаров
- Дух и Петел – „Джуджето и седемте снежанки“, Стефан Цанев, реж. Стойко Генов
- Устя – „Льонушка“, Л. Леонов, реж. Димитър Стоянов
- Гърбавата – „Драконът“, Ев. Шварц, реж. Никола Петков
- Госпожата, „Пеша“, Славомир Мрожек, реж. Бохдан Цибулски
- Джина – „Смърт“, Уди Алън, реж. Симеон Димитров
- Линет – „Фантазьорите“, реж. Димитър Стоянов
- Инес – „Дон Хил зелените гащи“, Тирсо де Молина, реж. Стойко Генов
- Масажистката – „Едмънд“, Дейвид Мамет, реж. Руси Карабалиев
- Жанет – „Скок в леглото“, Рей Куни, реж. Димитър Стоянов
- Мадлен – „Сдружени убийци“, Робер Тома, реж. Г. Георгиев
- Лейди Бракнъл – „Колко е важно да бъдеш сериозен“, Оскар Уайлд, реж. Е. Джамджиев
- Невенка – „Къща“, Антон Страшимиров, реж. Бойко Богданов
- Льо Франсоаз – „Мадам Бовари“, Гюстав Флобер, реж. Бойко Богданов
- Асунта – „Шапката на шута“, Л. Пирандело, реж. Бойко Богданов
- „Ветрилото“, К. Голдони, реж. Димитър Стоянов
- „Мандрагора“, Николо Макиавели, реж. Венцеслав Кисьов
- „Старите романси“, реж. Венцеслав Кисьов
- „Оркестъра“, Жан Ануи, реж. Димитър Стоянов
- „Шум зад кулисите“ – пантомимен спектакъл на Вельо Горанов

### Общински театър „Възраждане“
- Хана – „Изповедта на Хана“, по „Хомо Фабер“ на Макс Фриш, реж. Г. Георгиев

### Кафе театър „Гранд хотел София“
- Крумбайгайлова – „Последните дни на Казанова“, реж. Димитър Стоянов

## Филмография
- Нова приказка за стари вълшебства (1999) - мащехата